# Луиз: истинная история рок-н-ролла
«Луиз: истинная история рок-н-ролла Тома Апдика» (англ. Louise: True Story of Rock-n-roll by Tom Updick) — пародийный фильм, вышучивавший знаменитые группы.
В России дважды показывался телеканалом НТВ.

## Сюжет
Музыкальный продюсер Том Апдик, куря и попивая пиво, рассказывает о том, как в разное время ему приходили в голову различные идеи для музыки и имиджа его группы, но каждый раз в самый последний момент их опережала какая-нибудь другая группа, укравшая их идеи и ставшая с их помощью знаменитой. В доказательство Том показывает съёмки выступлений или клип своей группы (с одной и той же песней «Louise»), в которой угадываются самые разные знаменитости. В клипах также показаны верные фанатки группы, желающие подарить своим кумирам свитер. Фирменным символом группы Апдика во все времена оказывается изображение утки (англ. duck), которая фигурирует в названии созданных Апдиком групп — «Duckles», «Duck Pistols», «ZZ Duck» и т. д.).

## Спародированные в фильме группы
- The Beatles
- Sex Pistols
- ZZ Top
- Beach Boys
- Джин Винсент и Blue Caps
- Билл Хейли и The Comets
- Боб Марли и The Wailers
- Kraftwerk
- Pink Floyd
- The Rolling Stones
- The Shadows
- The Who
- The Temptations